# Cal Meliton
Cal Meliton és una casa de Solsona protegida com a Bé Cultural d'Interès Local.

## Descripció

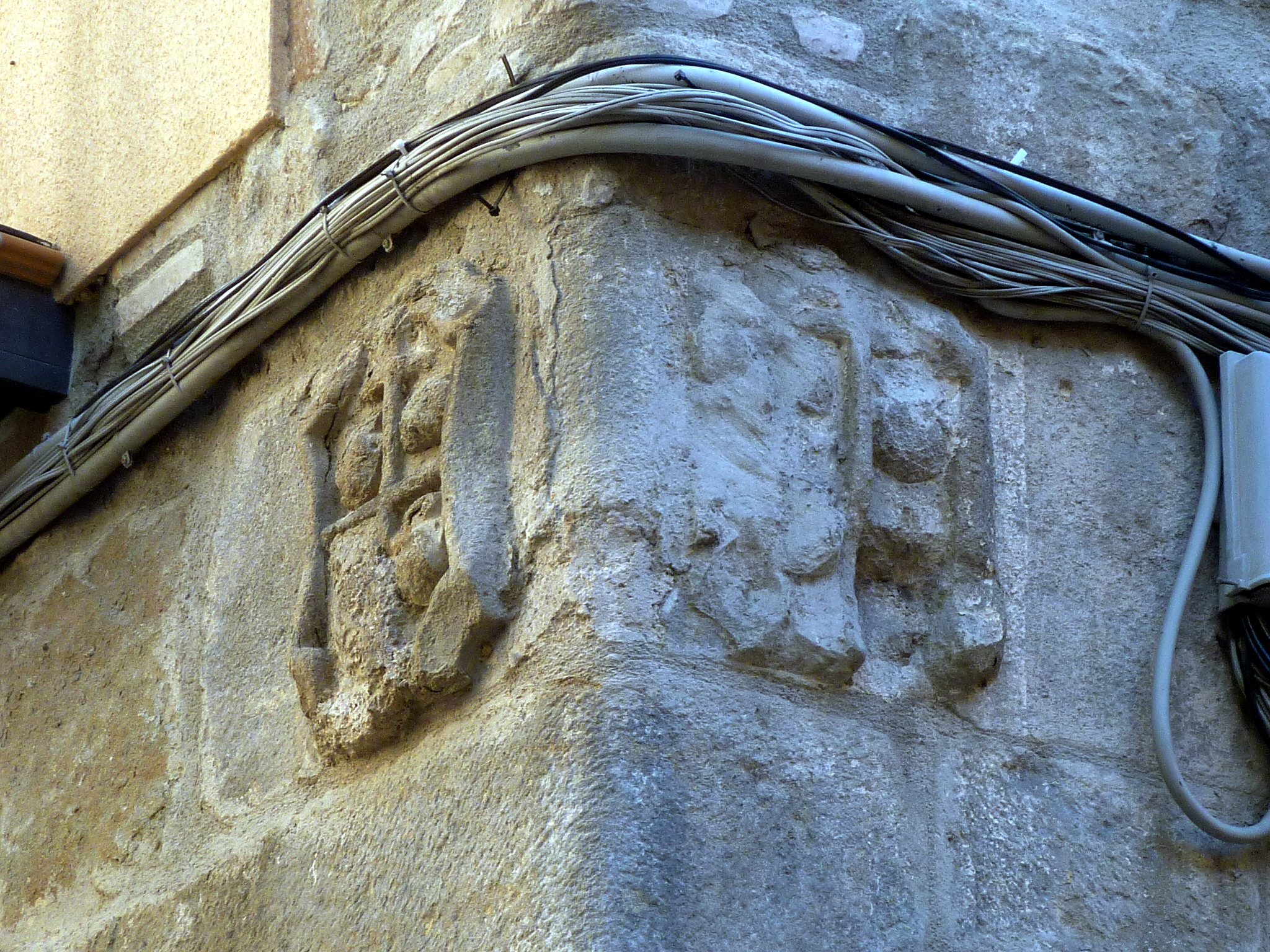
escut dels Ollers

Edifici en xamfrà que consta de planta baixa, entresòl, dues plantes pis i terrat. La part baixa de la façana és de pedra tallada i picada, mentre que les plantes superiors són de pedra picada i morter de calç. Al xamfrà hi ha l'escut dels Ollers, senyors de Canalda. És una de les cases més antigues que es conserven de l'antiga noblesa solsonina, del final del segle xvi i principi del xvii, amb amplis portals adovellats i bons carreus de pedra picada. És l'únic casal conservat en aquest indret d'entrada pel portal del Pont, anterior a les destruccions provocades en el decurs de la guerra de Successió, a l'ampliació de la catedral mitjançant la construcció de la capella del Santíssim i a la construcció del portal del Pont actual.